# Chris Roberts
Chris Roberts (München, 13 maart 1944 – Berlijn, 2 juli 2017) was een Duitse schlagerzanger van Joegoslavische origine. Zijn echte naam was  Christian Franz Klusáček. Hij was vanaf 1989 gehuwd met schlagerzangeres en actrice Claudia Roberts.
Roberts was vooral succesrijk in de eerste helft van de jaren 70.

## Carrière
Zijn moeder was een Duitse en zijn vader Joegoslaaf. Omdat het in de tijd van het nationaalsocialisme verboden was om met een Joegoslaaf te trouwen kreeg hij niet de Duitse nationaliteit en was hij statenloos, tot hij in 2016 eindelijk Duits staatsburger werd.
In 1961 studeerde Roberts af als elektromecanicien, hij ging ook naar de hogere technische school. Vanaf 1964 drumde hij in de band Blue Rockets, die bekende liedjes van Buddy Holly, de Everly Brothers en Fats Domino naspeelden.
In 1966 werd hij door Hans Bertram ontdekt die hem een platencontract bezorgde bij Polydor. Zijn eerste singles waren geen succes, maar in 1968 haalde Wenn Du mal einsam bist de top 15 van de hitparade. Tot 1972 volgden met Die Maschen der Mädchen, Ich bin verliebt in die Liebe, Hab ich dir heute schon gesagt, daß ich dich liebe en hab Sonne im Herzen vijf top-10-hits. Roberts kwam zeer vaak op de televisie, ook in de DDR, en speelde ook in vele films mee.
Daarna bleven de hits uit en hij veranderde van platenmaatschappij. Bij Jupiter Records leerde hij Ralph Siegel kennen en die schreef voor hem zijn grootste hit: Du kannst nicht immer siebzehn sein, waarmee hij 12 weken in de top 10 van de hitparade stond. Hierna bracht hij nog vele liedjes uit, maar het werden geen successen meer. Sindsdien schreef hij vooral liedjes en werd hij ook producent.
Toch trad hij nog één keer op het voorplan: in 1985, toen hij samen met 5 andere artiesten (onder wie de Brit Malcolm Roberts en de Nederlandse Annemieke Verdoorn) namens Luxemburg meedeed aan het Eurovisiesongfestival in Göteborg. Met het lied Children, Kinder, Enfants werden ze 13de.
Roberts overleed op 73-jarige leeftijd aan kanker in een Berlijnse kliniek.

## Discografie

### Singles
- 1966: Baby's Gone
- 1968: Wenn Du mal einsam bist
- 1969: Der große Hit
- 1969: Die Maschen der Mädchen
- 1970: Ein Mädchen nach Maß
- 1970: Ich bin verliebt in die Liebe
- 1971: Mein Name ist Hase
- 1971: Hab' ich Dir heute schon gesagt, daß ich Dich liebe
- 1972: Hab' Sonne im Herzen
- 1972: Mein Schatz, Du bist 'ne Wucht
- 1973: Marlena
- 1974: Du kannst nicht immer 17 sein
- 1974: Ich mach' ein glückliches Mädchen aus Dir
- 1976: Do You Speak English
- 1976: Hier ist ein Zimmer frei
- 1977: Wann liegen wir uns wieder in den Armen, Barbara
- 1979: Komm, leg Deinen Kopf an meine Schulter
- 1980: Wo warst Du?
- 1981: Hörst Du, sie spielen unser Lied
- 1982: Mensch Mausi
- 1983: Ich bin an Deiner Stelle
- 1990: Ich vermiss' Dich (met Claudia Jung)
- 2002: Wenn Du fühlst, was ich fühl'

### Cd's
- 1998: Best of Chris Roberts
- 2000: Meine größten Erfolge
- 2000: Dezember
- 2002: Momente

## Filmografie
- 1970: Wenn die tollen Tanten kommen
- 1970: Musik, Musik - Da wackelt die Penne
- 1970: Unsere Pauker gehen in die Luft
- 1971: Tante Trude aus Buxtehude
- 1971: Rudi, benimm Dich
- 1972: Meine Tochter - Deine Tochter
- 1972: Immer Ärger mit Hochwürden
- 1972: Mensch, ärgere Dich nicht
- 1973: Wenn jeder Tag ein Sonntag wär
- 1983: Sunshine Reggae auf Ibiza